# Jaded (Lied)
Jaded (englisch abgestumpft) ist ein Lied der kanadischen Metal-Band Spiritbox. Es erschien am 25. August 2023 als zweite Single ihrer vierten EP The Fear of Fear. Das Lied wurde bei den Grammy Awards 2024 in der Kategorie Best Metal Performance nominiert.

## Inhalt
Jaded ist ein Progressive-Metal-, Djent-, Metalcore- bzw. Alternative-Metal-Song, der von der Sängerin Courtney LaPlante, dem Gitarristen Mike Stringer und Daniel Braunstein geschrieben wurde. Der Text ist in englischer Sprache verfasst. Jaded ist 4:23 Minuten lang, wurde in der Tonart B-Dur geschrieben und weist ein Tempo von 86 BPM auf. Jaded wurde im Januar 2023 aufgenommen und von Daniel Braunstein produziert, während Gitarrist Mike Stringer als Co-Produzent wirkte. Zakk Cervini übernahm die Abmischung und das Mastering. Der neue Bassist Josh Gilbert steuerte Begleitgesänge bei. Textlich beschäftigt sich das Lied mit Desillusionierung und persönlichen Kämpfen
| „And I've always been ashamed that I wanna Fall into a dream with my honour dеsecrated Blood is jaded.“ – Refrain, Originalauszug | „Und ich war immer beschämpt dass ich wollte mit meiner entweihten Ehre in einen Traum fallen Blut ist erschöpft.“ – Refrain, Übersetzung |

## Musikvideo
Für das Lied wurde ein Musikvideo veröffentlicht, bei dem Caleb Mallery Regie führte und von Alex Wilson, Joel J Cook und Caleb Mallery produziert wurde. Gedreht wurde das Video in den Rogue Wave Studios in Los Angeles und fängt mit einem sich drehenden blauen Würfel an. Die Band spielt das Lied innerhalb des Würfels in einem Spiegellabyrinth. Zwischenzeitlich wird der sich drehende Würfel wieder eingeblendet. Während der zweiten Hälfte ist ein fallender Schlüssel zu sehen, der schließlich zunächst Teile der Spiegels und zum Ende hin den oberen Teil des Würfels zerstört.

## Rezeption
Eli Enis vom Onlinemagazin Revolver schrieb, das Jaded „durch und durch unverkennbar“ nach Spiritbox klingt. Jack Rogers vom Onlinemagazin Idobi bezeichnete das Lied als „absolut herausragend“ und fügte hinzu, dass „der Kontrast zwischen Schönheit und Brutalität herrschen würde“. Timon Krause vom Onlinemagazin Powermetal.de bezeichnete Jaded als „Topnummer“ und „Kandidaten für den Song des Jahres“.